# Chronic Future
I Chronic Future sono una alternative metal band statunitense nata a Scottsdale, in Arizona. Il loro stile di musica è un misto di hip hop, rap e rock alternativo.

## Storia del gruppo
La loro carriera comincia nel 1995-1996 quando, dopo i primi brani che li fanno emergere nelle radio locali, incidono il loro primo omonimo album dal titolo Chronic Future. Qualche anno dopo, nel 2000, esce il loro secondo disco 4 Element che, nonostante tutto, riesce a farli notare alla casa discografica Interscope Records, con la quale firmano un contratto che li legherà per tutta la loro carriera. Ma il più grande successo arriva proprio nel 2004 quando la band riesce ad emergere a livello mondiale con un album dal titolo Lines in my face del quale pochi mesi dopo riproporrà una edizione limitata con nuovi brani (Lines in my face E.P.), tra cui l'omonima canzone "Lines in my face".
Di questo album, subito in vetta alle classifiche, molti brani verranno in seguito utilizzati da nomi importanti delle case di videogiochi quali la EA Sports, la quale propose "Time and Time" tra le altre canzoni della colonna sonora del gioco Burnout 3. Nel 2006 esce l'album This and of that, che nonostante la tiratura limitata, riscuote molto successo anche per la riproposizione di brani celebri di Lines in my face, quali "Shellshocked REMIX" e "Flight of the Birds", presente quest'ultima in piccola parte alla fine del brano "Memories in F minor". Tuttora stanno lavorando ad un nuovo album, dove in anteprima sul loro spazio di Myspace hanno inserito dei demo, che dovrebbe uscire nel 2008 e dovrebbe intitolarsi Untitled full length.

## Membri della Band
- Ben Collins
- Mike Busse
- Brandon Lee
- Barry Collins

## Discografia

### Album
- 1997: Chronic Future
- 2000: 4 Elements
- 2004: Lines in my Face
- 2006: This and of That

### Altre canzoni apparse sul sito ufficiale Chronicfuture.com
1. Airport Song
2. Insects
3. Ring Around the Reason
4. Two Meridians
5. Nothing Left to Lose
6. $19.95
7. Temper Anthem
8. Chrono-synclastic Infundibula
9. His Hail Piano

### Altre canzoni apparse sul blog myspace.com
1. So Much to Say
2. I Go So Slow
3. I Think You Got Ahead of Me
4. Day to Live
5. Ole
6. Always and Forever
7. Is Anybody Out There
8. All Things Considered
9. If You Ever Run Away
10. Young and Broken Hearted
11. Pick Up the Pieces
12. Things You Ought to Know
13. Beautiful Catastrophe
14. Rocket Science
15. Say the Words
16. Sometimes
17. Think You Got Ahead of Me

Lines in my Face, la canzone presente nell'edizione limitata EP nel 2004.

### Apparizioni in compilation
- 2004 - Warped Tour 2004 Tour Compilation